# Clausena inolida
Clausena inolida är en vinruteväxtart som beskrevs av Z.J. Yu & C.Y. Wong. Clausena inolida ingår i släktet Clausena och familjen vinruteväxter. Inga underarter finns listade i Catalogue of Life.